# Investment AB Latour
Investment AB Latour er en svensk investeringsvirksomhed, der investerer i børsnoterede selskaber og unoterede selskaber. Familien-Douglas er gennem selskabet Wasatornet den største aktionær i Latour.
Investment AB Latour har aktier i Assa Abloy, Tomra og Securitas AB.
De har aktiemajoriteten i Hultafors Group, Swegon, Nord-Lock Group, Latour Industries og Caljan.